# شبكة ذكية موحدة
الشبكة الذكية الوطنية الموحدة هي مقترح لشبكة الولايات المتحدة واسعة النطاق التي تعتبر شبكة ربط وطنية تعتمد على القدرة العالية لخطوط نقل الطاقة الكهربائية التي تربط جميع الشبكات الكهربائية المحلية التي تم ترقيتها لشبكات ذكية. ويشار إلى المشروع الأوروبي أحيانا بالشبكة الذكية الفائقة، وهو المصطلح الذي يظهر أيضا في الأدب واصفا الشبكة الذكية الموحدة.
الرئيس باراك أوباما طلب من الكونغرس الأمريكي «العمل دون تأخير» لتمرير التشريعات التي تضمن مضاعفة إنتاج الطاقة المتجددة في السنوات الثلاث المقبلة، وإنشاء شبكة ذكية كهربائية جديدة.

## الخصائص التقنية

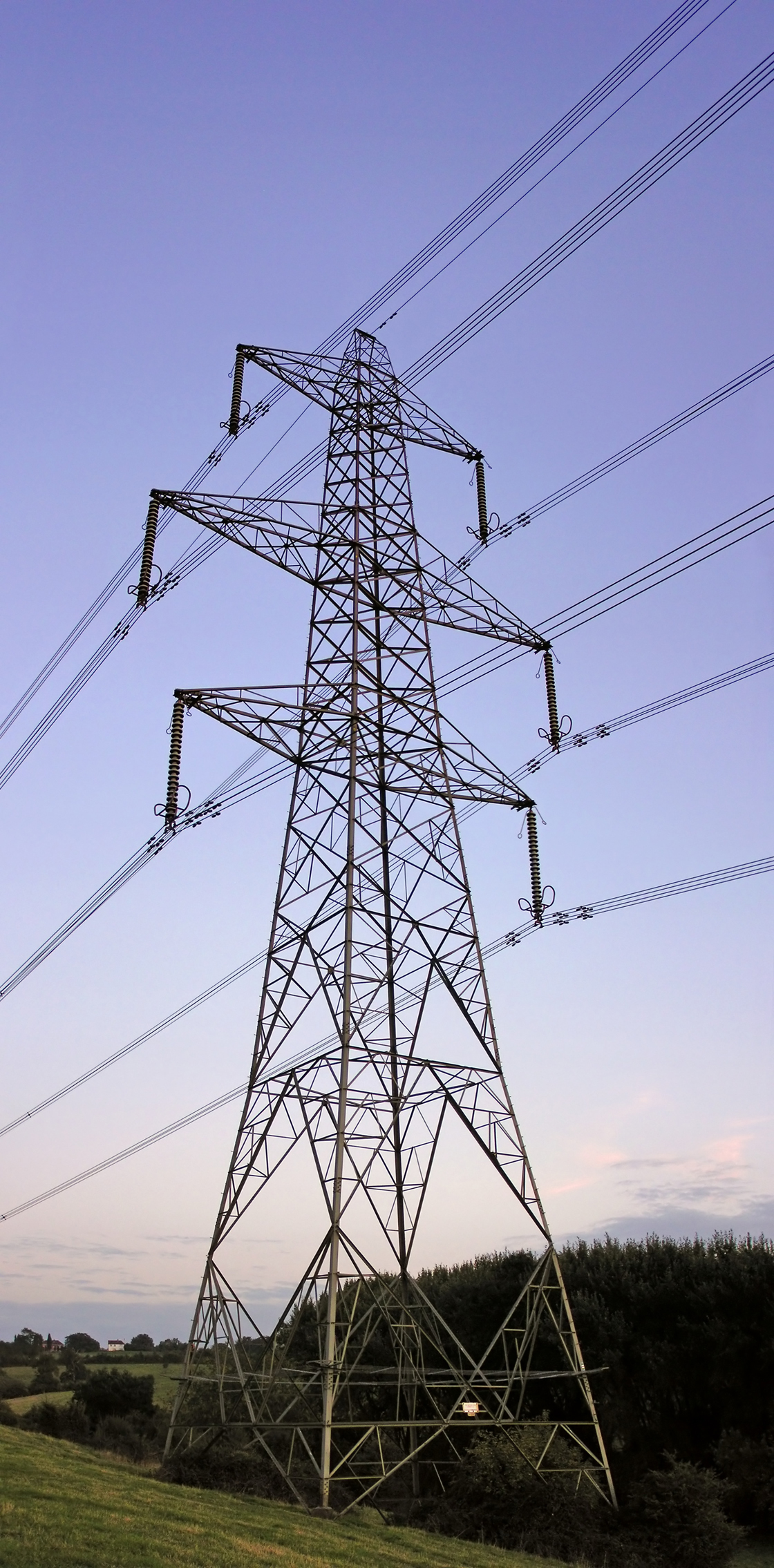
أبراج النقل المستخدمة في الشبكات الذكية الموحدة

النقل عالي القدرة مثل التكنولوجيا الحالية التي تشمل خطوط تيار جهد عالي مستمر بقيمة 800 كيلو فولت سوف توفر الربط بين الوحدات الكهربائية المحلية كما توفر الربط بين منشأت توليد الطاقة البعيدة. وسوف يكون العمود الفقري الوطني في نفس مستوى ذكاء الشبكات الذكية المحلية. وبسبب ترقية شبكات الكهرباء المحلية إلى شبكات ذكية , فإن التفاعل مع العمود الفقري الوطني سوف يكون أكثر تنسيقا. ومن الأمثلة لهذا النوع من التنسيق الطاقة المائية من الشمال الغربي التي يمكن ارسالها إذا كان من المتوقع أن تهدأ الرياح مؤقتا في مزرعة الرياح بداكوتا . ويمكن تشغيل تكييف الهواء تقديريا في ولاية كاليفورنيا إذا كانت هناك رياح قوية تهب في ولاية ديلاوير.
الربط لمسافات طويلة ليس جديدا. فخط نقل المحيط الهادئ والذي طوله 1400 كم ويربط بين لوس أنجلوس وشمال غرب المحيط الهادئ اُقتراح عام 1930 وبدأ بواسطة الرئيس جون كينيدي في الستينيات. ويحمل الخط 3.1 جيجاوات على خطين جهدهما 500 كيلو فولت. وتم إنشاء خط تيار الجهد العالي المستمر الذي طوله 1200 كم ويربط بين كيوبك ونيو إنجلند بقدرة 2 جيجاوات عام 1980 . وأُنشاء نظام ذا قدرة 5 جيجاوات وجهد 800 كيلو فولت على طول المحافظات الجنوبية للصين بتكلفة 300 مليون يورو وانتهى عام 2010.
مقترح الشبكة الذكية الموحدة ليس ببساطة مجموعة من نقاط الربط بين الأنظمة الإقيليمية مع الإتصالات الذكية. وإنما تشمل الطوبولوجيا العديد من النقط واعتبار كل عقدة كشبكة ذكية يمكن أن تكون شبكة توليد طاقة ظاهرية، أو أن تكون نظام طاقة كهربائي محلي، أو أن تكون منشأة لتخزين طاقة الشبكات.

## الدعاة
بالنسبة للدعاة إلى الشبكة الذكية الموحدة، فإن فكرة الشبكة الموحدة سوف تحسن من الإقتصاد الأمريكي للطاقة مثلما أنشأ دوايت أيزنهاور نظام الطرق السريعة لتوزيع المنتجات بكفاءة. وسوف تكون الطاقة الشمسية بأريزونا قادرة على إمداد الشركات المصنعة بالطاقة في أوهايو، أو يمكن استخدام طاقة الرياح من الشمال الشرقي لتوفير الطاقة في وقت الذروة نهارا بولاية نيفادا. وفقا لعلماء بارزين مثل جيمس هانسن، فإن تصميم شبكة وطنية ضروري لمكافحة ظاهرة الإحتباس الحراري. وبالنسبة إلى الدعاة لإستقلال الطاقة مثل توماس بيكينز، فإنها ضرورية للإقتصاد الأمريكي و لمصالحها الإسترتيجية للطاقة. ويرى بعض الدعاة أن هذا المشروع من شأنه تحفيز الإقتصاد بعد الأزمة المالية العالمية عام 2008.
تم مساندة الشبكة الذكية الموحدة من قبل تحالف حماية المناخ (برنامج الطاقة الأمريكي) وأل جور. وقام أل جور بتقدير التكاليف بحوالي 400 بليون دولار أمريكي وسيتم استرداد هذا المبلغ بواسطة التعاريف الجمركية على النقل. وتم توضيح الحاجة إلى شبكة نقل موحدة بالتفصيل في مشروع توماس بيكينز للطاقة.